# 1992년 미국 대통령 선거
1992년 미국 대통령 선거는 1992년 11월 3일 진행되었다. 현직 대통령이었던 조지 H. W. 부시가 공화당 후보로 재출마했으며, 이에 맞서 민주당은 아칸소주 주지사였던 빌 클린턴을 후보로 내세웠다. 한편 사업가인 로스 페로는 무소속으로 출마해 양자 구도였던 선거전을 삼자 구도로 바꾸었다. 선거 결과 클린턴이 부시를 누르고 대통령에 당선되었다.

## 후보 경선

### 공화당

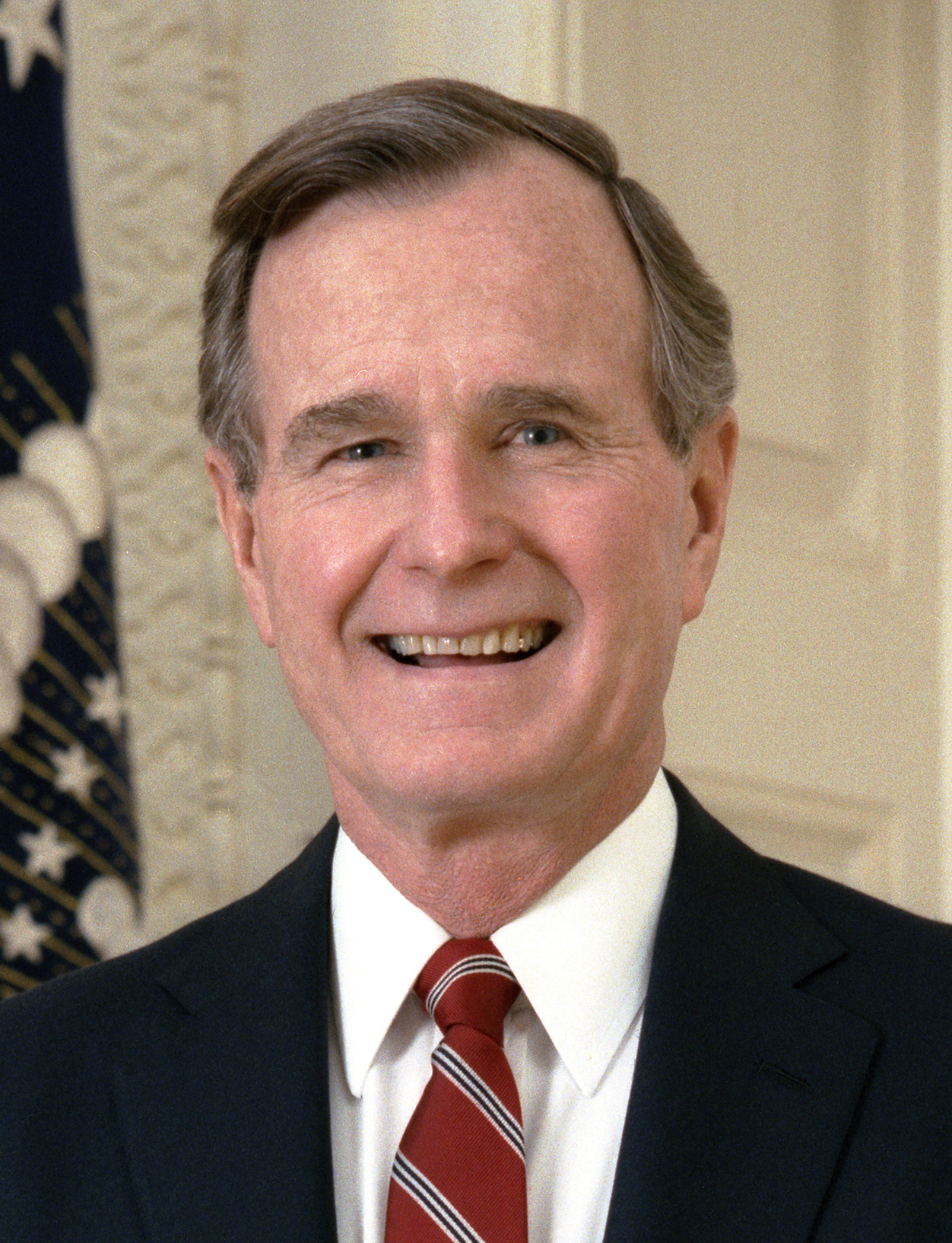
미국의 대통령 조지 H. W. 부시 (텍사스주)
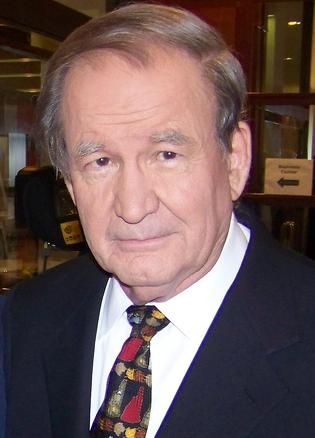
미국의 대통령 고문 팻 뷰캐넌 (버지니아주)

### 민주당

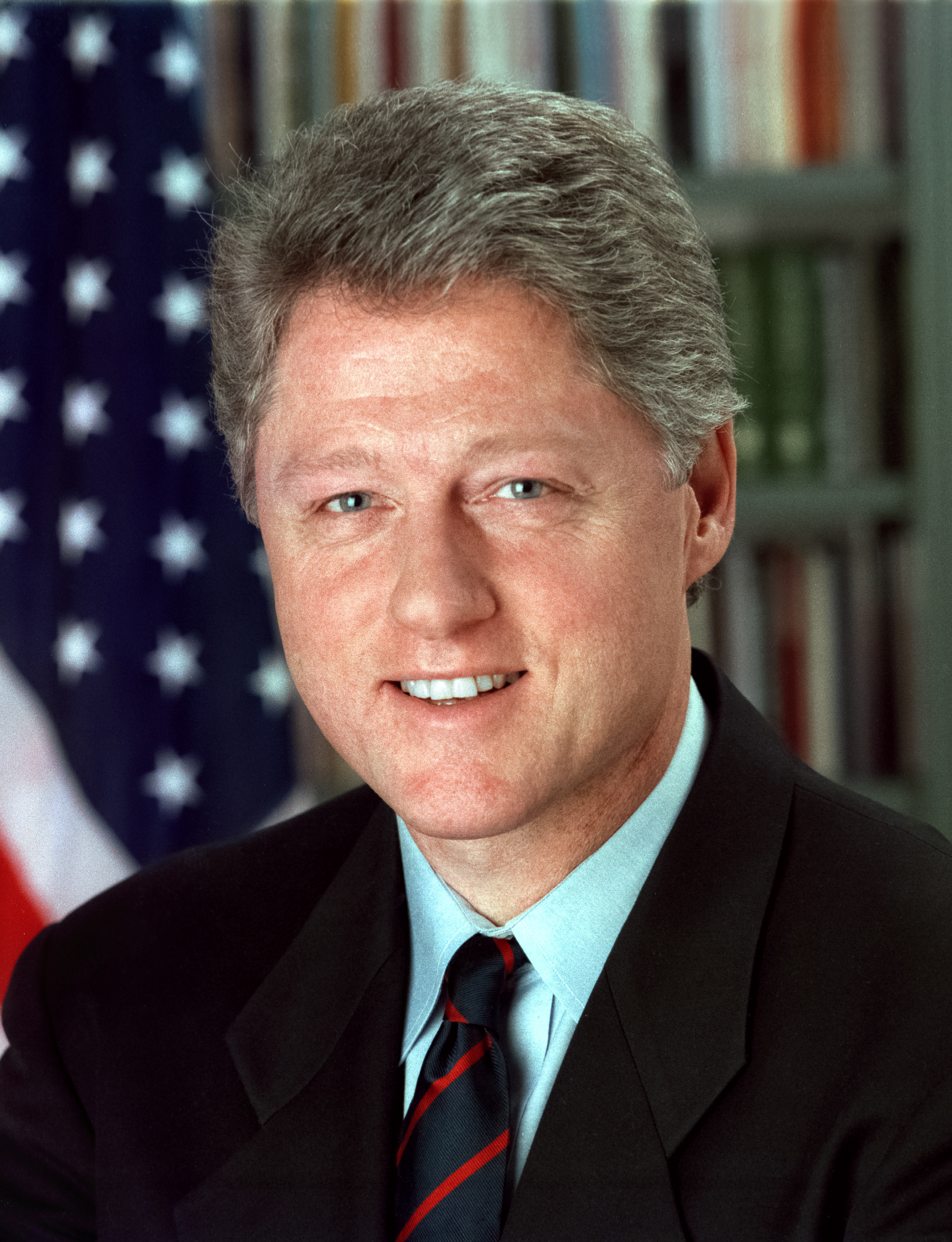
아칸소주의 주지사 빌 클린턴 (아칸소주)
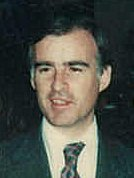
캘리포니아주의 전 주지사 제리 브라운 (캘리포니아주)
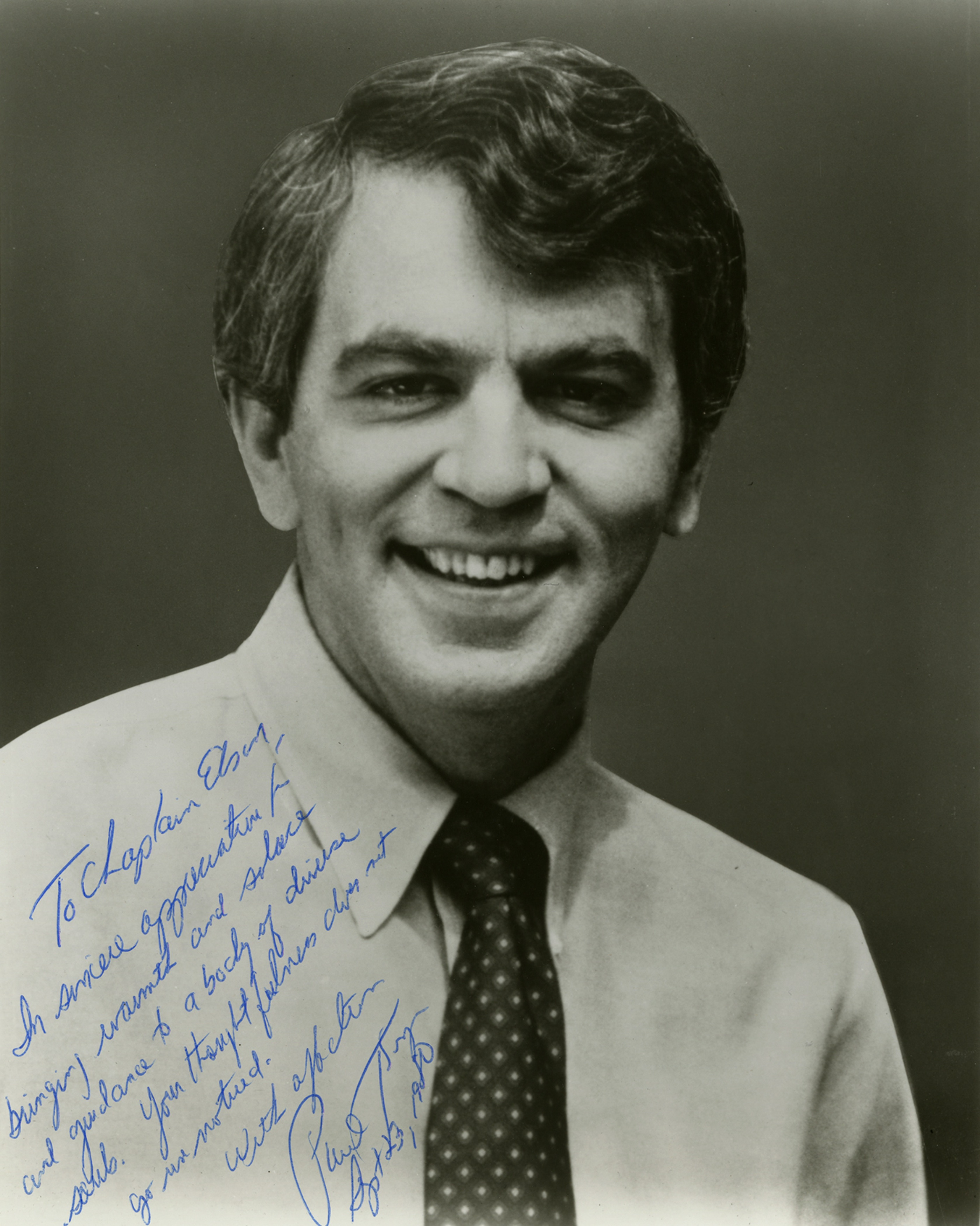
미국의 전 연방 상원의원 폴 송가스 (매사추세츠주)

## 같이 보기
- 1992년 미국 상원의원 선거